# Kildonan Castle
Kildonan Castle er ruinen af en middelalderborg, der står i den lille landsby Kildonan på sydkysten af Isle of Arran i Skotland. Navnet er afledt af en tidligere beboer, Saint Donan, der skulle være begravet på øen.
Fæstningen blev opført i 1200-tallet af MacDonald-klanen, Lords of the Isles. Den står på et klippefremspring med udsigt til øen Pladda og indsejlingen til Firth of Clyde. Den blev opført for at kunne kontrollere Firth.
Den blev brugt som jagtslot af flere skotske konger, inklusive Robert 3., da øen tilhørte kronen. Borgen overgik til jarlen af Arran i 1544.